# Жакоб, Макс
Макс Жако́б (фр. Max Jacob, 12 июля 1876 года, Кемпер, Финистер — 5 марта 1944 года, лагерь Дранси, Сена-Сен-Дени) — французский поэт и художник. Кавалер ордена Почётного легиона (1932).

## Биография
Из семьи немецких евреев, в 1825 году переселившихся из Саарбрюккена в Бретань. В 1890—1891 годах проходил в Париже курс лечения у Шарко. С 1894 года жил в Париже, изучал право; с декабря 1898-го публиковался как художественный критик под псевдонимом Леон Давид. В 1901 году познакомился с Пикассо (после выставки в галерее Амбруаза Воллара, которую Жакоб оценил очень высоко); некоторое время проживал с ним вместе в комнате на бульваре Вольтера. Возможно, именно Жакоб назвал дом № 13 по улице Равиньян (Монмартр), куда Пикассо перебрался в 1904 г., Бато-Лавуаром. В 1904 году благодаря Пикассо познакомился с Аполлинером, затем с Модильяни, Браком, Дереном, Руссо и другими. Проявлял большой интерес к хиромантии и астрологии, увлекался каббалой. В тот период Жакобу был свойственен чрезвычайно эксцентричный стиль поведения и оригинальный внешний облик; афишируя свою склонность к представителям собственного пола, он в то же время мучительно переживал её.

### Обращение
22 сентября 1909 года с Максом Жакобом произошло мистическое событие, много лет спустя описанное им в «Рассказе о моём обращении» (1939): вернувшись из Национальной библиотеки в свою бедную квартиру в доме № 7 по улице Равиньян, он узрел на фоне красных обоев стены Ангела, облаченного в жёлтый шёлковый наряд со светло-голубой отделкой; Жакоб пал на колени, глаза его наполнились слезами: он испытал мистическое озарение. Однако святое крещение Жакоб принял значительно позже, 18 февраля 1915 года; его крёстным отцом стал Пикассо.
В 1920 году попал под автомобиль на площади Пигаль; поведал об обстоятельствах своего нелёгкого выздоровления в книге «Король Беотии» (1921). В 1921—1928 и 1936—1944 годах жил в бенедиктинском монастыре Сен-Бенуа-сюр-Луар. В 1925—1926 годах путешествовал по Италии и Испании. Первая выставка гуашей Жакоба состоялась в галерее Бернхейма в марте 1926 года.

### Последние годы
В период оккупации был вынужден носить жёлтую звезду и чрезвычайно болезненно переживал это обстоятельство. В 1942—1943 годах брат и сестра Жакоба погибли в нацистских концлагерях. 24 февраля 1944 года был как еврей и гомосексуал арестован гестапо, отправлен в тюрьму Орлеана, затем в лагерь Дранси, где через несколько дней умер от бронхопневмонии. В 1949 году прах Жакоба был перенесен на кладбище в Сен-Бенуа-сюр-Луар, в 1960-м был официально причислен к поэтам, погибшим за Францию; его имя начертано на мемориальной доске павшим в 1939—1945 годах писателям в парижском Пантеоне.

## Творчество
Начинал с книг для детей («История короля Кабула», 1903), неоднократно обращался к бретонскому фольклору. Поэзия Жакоба, полная гротеска и словесного розыгрыша, близка к кубизму и сюрреализму.

## Признание
На стихи Жакоба писали музыку Эрик Сати, Франсис Пуленк, Анри Соге. Известны портреты поэта работы Модильяни, Пикассо, Кокто.

## Произведения
- Saint-Matorel (1911, иллюстрации Пикассо)
- La Côte (1911)
- Œuvres burlesques et mystiques de Frère Matorel (1912, иллюстрации Дерена)
- Le Siège de Jérusalem‚ grande tentation céleste de Frère Matorel (1914, иллюстрации Пикассо)
- Les allies sont en Armenie (1916)
- Le Cornet à dés (1917)
- Le phanérogame (1918, роман)
- La Défense de Tartufe (1919)
- Cinématoma (1920)
- Le laboratoire central (1921)
- Le Roi de Béotie (1921)
- Le Cabinet noir (1922)
- Art Poétique (1922)
- Filibuth ou la Montre en or (1923, роман)
- Le Terrain Bouchaballe (1923, роман)
- Visions infernales (1924, стихотворения в прозе)
- L’Homme de chair et l’Homme reflet (1924, роман)
- Les Pénitents en maillots roses (1925)
- Le fond de l’eau (1927)
- Le tableau de la Bourgeoisie (1929)
- Rivage (1931)
- Bourgeois de France et d’ailleurs (1932)
- Morceaux choisis (1936)
- Ballades (1938)
- Derniers poèmes (1945, посмертно)

## Публикации на русском языке
- Серенада // Лившиц Б. От романтиков до сюрреалистов. Л.: Время, 1934. С. 124—125.
- Мемуары папаши Вобуа. Жизнеописание великого человека // Французская новелла двадцатого века, 1900—1939. М.: Художественная литература, 1973. С. 240—249.
- [Стихи] // Западноевропейская поэзия XX века. М.: Художественная литература, 1977. С. 544—548.
- Избранные стихи / Вступ. ст., пер. с фр. и коммент. А. Смирновой. СПб.: ИНАПРЕСС, 1995.
- [Стихи] // Семь веков французской поэзии в русских переводах. СПб.: Евразия, 1999. С. 521—524.
- [Стихи] // Козовой В. Антология французской поэзии. М.: Дом интеллектуальной книги, 2001. С. 156—157.
- Король Беотии. Небесад, или Золотые часы. СПб.: Издательство Ивана Лимбаха, 2003.
- Адские видения: Стихи в прозе / Пер. Александра Давыдова и Елены Туницкой. М.: Комментарии, 2012. — 41 с.

## Фильмы
- «Господин Макс» / Monsieur Max — художественный телефильм — Франция, 2006 год; реж. Габриэль Агийон; исп. гл.роли Жан-Клод Бриали
- Во втором сезоне (2018) американского документального телесериала-антологии «Гений», рассказывающем о жизни и карьере Пабло Пикассо, Макса Жакоба играет Теодор Найт.

## Память
- В 1989 году в родном городе Жакоба — Кемпере — муниципальный театр, упоминающийся в пьесе «Le Terrain Bouchaballe» (1922), получил название «Театр Макса Жакоба»[фр.][4]. Городской колледж также носит имя поэта.
- Мост Макса Жакоба, открытый в декабре 1994 года, через 50 лет после смерти поэта, является одним из десяти пешеходных мостов через реку Од. Ограждение выполнено в виде колючей проволоки лагеря Дранси, где содержался Жакоб.
- Ежемесячные поэтические сборы и чтения «Les Rendez-vous de Max» проходят с февраля 2013 года в кемперском доме Макса Жакоба, где поэт родился и вырос.